# Andrés Anwandter
Andrés Anwandter (Valdivia, 1974) es un poeta, psicólogo, y traductor chileno.
Estudió Psicología y Ciencia Política en la Pontificia Universidad Católica de Chile, posteriormente se instaló en Bristol para estudiar un doctorado en Psicología.
En la Pontificia Universidad Católica de Chile fue monitor del Taller de Poesía Hispanoamericana dirigido por Jorge Gissi. Junto al también poeta y escritor Alejandro Zambra dirigió la revista Humo. En 1993 recibió una beca de la Fundación Neruda. Miembro del Foro de Escritores, taller poético interesado en la poesía visual.
El crítico Roberto Careaga ha señalado la influencia en Anwandter de los poetas Enrique Lihn y Gonzalo Millán.

## Premios
En 1995 obtuvo el primer premio del concurso de poesía de la Federación de Estudiantes de la Pontificia Universidad Católica de Chile. Su segundo libro, Especies Intencionales, ganó el Premio Municipal de Poesía (2002) y Banda sonora el de la Crítica de 2006. En 2014 ganó el Premio Pablo Neruda.

## Obras
- El árbol del lenguaje en otoño. Santiago: DAEX, 1996.
- Especies intencionales. Santiago: Quid Ediciones, 2001.
- Square Poems. London: Writers Forum Press, 2002.
- Banda sonora. Santiago: Ediciones La Calabaza del Diablo, 2006.
- Amarillo crepúsculo, 2012.
- Música envasada, 2017.
- materia gris, Ediciones Overol, 2019.